# 圣洛伦索-达塞拉
圣洛伦索-达塞拉是巴西圣保罗州的一个市镇。总面积186.709平方公里，总人口15668人，人口密度83.9人/平方公里。